# Liverpool Range
Liverpool Range – pasmo górskie w południowej części Wielkich Gór Wododziałowych w Australii, w stanie Nowa Południowa Walia. Na zachód dochodzi do Warrumbungle Range, na wschód do Mount Royal Range, a na północny wschód do Hastings Range. Długość pasma wynosi około 100 km. Najwyższe szczyty nie przekraczają 1300 m n.p.m. Ma tu źródła rzeka Hunter River.
Główne miejscowości na terenie pasma to Quirindi i Murrurundi. W zachodniej części Liverpool Range i wschodniej Warrumbungle Range znajduje się Coolah Tops National Park. Obejmuje on bazaltowy płaskowyż istniejący na połączeniu tych dwóch pasm. Znajdują się tu wodospady i niewielkie jaskinie.
Pierwszym Europejczykiem, który badał pasmo był Allan Cunningham w 1823 roku.